# Pentland Ferries
Pentland Ferries ist ein privates Familienunternehmen, das seit Mai 2001 einen Fährdienst zwischen Gills Bay in Caithness, Schottland und St Margaret’s Hope auf South Ronaldsay auf den Orkneys betreibt. Das Unternehmen ist einer von nur zwei großen Autofährbetreibern, die innerhalb Schottlands verkehren. Pentland Ferries wird nicht von der schottischen Regierung oder den örtlichen Behörden subventioniert.

## Geschichte
Pentland Ferries wurde 1997 von seinem jetzigen Geschäftsführer Andrew Banks gegründet. Im Oktober desselben Jahres kaufte er die Caledonian MacBrayne Passagier- und Fahrzeugfähre Iona. Banks erhielt einen 99-jährigen Pachtvertrag für das Gills Bay-Terminal, etwa drei Meilen (fünf Kilometer) westlich von John o’ Groats. Nach zweijähriger Arbeit an der Verbesserung des Standorts und weiteren Arbeiten bei St Margaret’s Hope begann er im Mai 2001 mit dem Betrieb der Kurzstreckenseefahrt mit Pentalina-B. Der Dienst wird das ganze Jahr über mit dem speziell angefertigten Passagier- und Fahrzeugkatamaran Pentalina betrieben.
Ein früherer Versuch, die Kurzstreckenüberquerung zwischen Caithness und Orkney zu betreiben, war 1989 vor allem wegen der exponierten Bedingungen in Gills Bay aufgegeben worden.
Andrew Banks wurde im März 2014 von Königin Elisabeth II. als Officer des Order of the British Empire ausgezeichnet.

## Flotte
Die aktuelle Flotte von Pentland Ferries besteht aus:
- MV  Alfred, seit 2019
- MV  Pentalina, seit 2008

Die ehemalige Flotte besteht aus:
- MV Orcadia, 2015–2021
- MV Pentalina-B, 1997–2009
- MV Claymore, 2002–2009

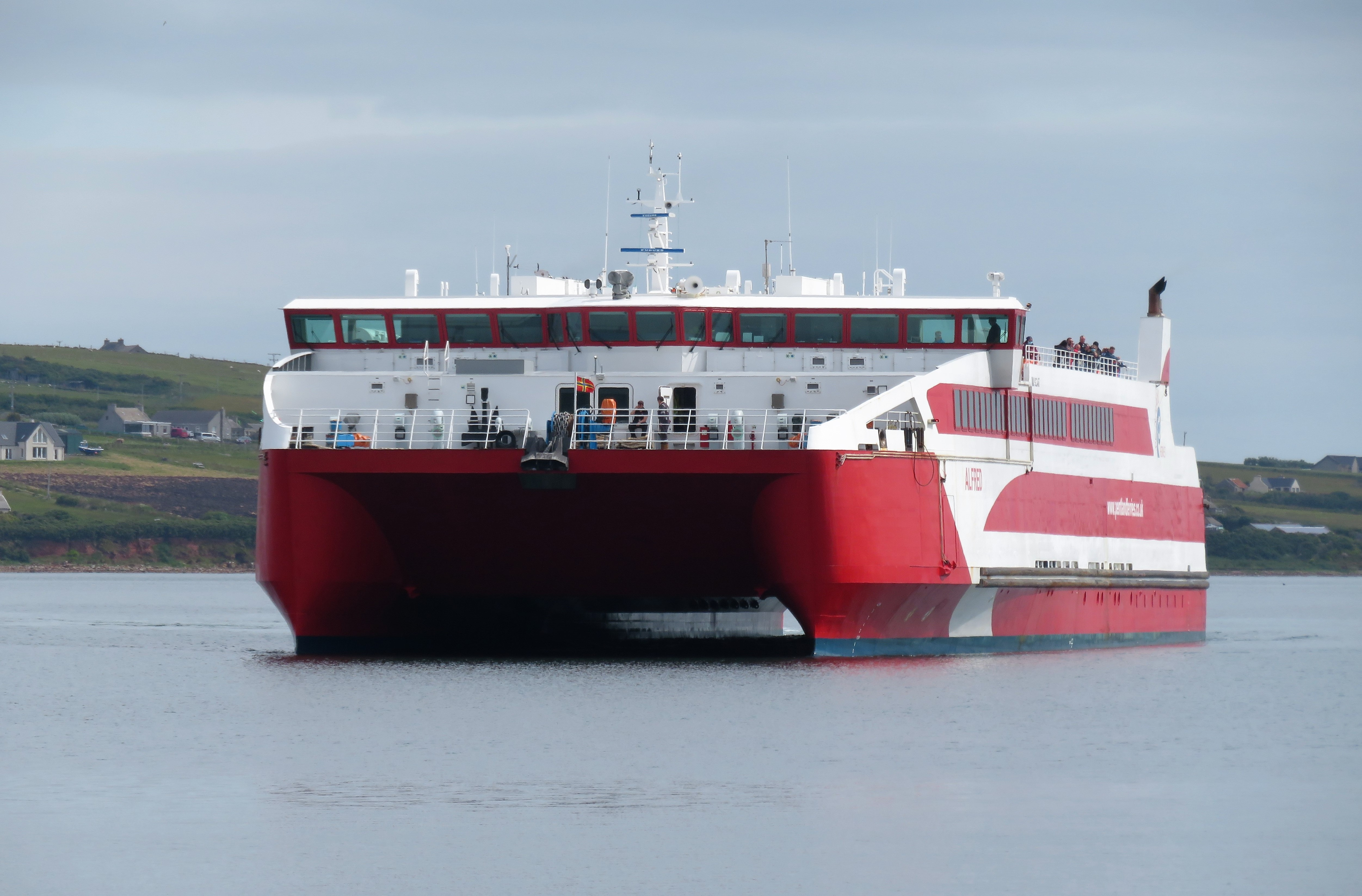
Die MV Alfred nähert sich St Margaret’s Hope

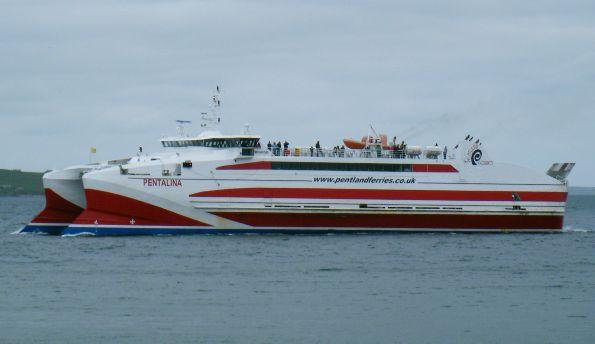
Die MV Pentalina nähert sich Gills Bay

Die aktuelle Katamaranfähre MV Pentalina wurde auf den Philippinen für den Pentland Firth gebaut und im März  2009 in Dienst gestellt. Die Fähre hat eine Kapazität von 350 Passagieren und entweder 32 Autos und 8 Sattelschleppern oder eine erhöhte Anzahl Autos, mit einer Dienstgeschwindigkeit von 18 Knoten (33 km/h).
Die ursprüngliche Fähre, das ehemalige Caledonian MacBrayne Schiff MV Iona, wurde im Oktober 1997 gekauft und in Pentalina-B umbenannt. Sie war die erste durchfahrbare MacBrayne-Fähre mit Bug- und Hecktüren und beförderte etwa fünfzig Autos oder vier bis fünf Sattelschlepper und weniger Autos. Während der Nebensaison seit 2006 wurde sie gechartert, um Vieh von Dover über den Kanal zu transportieren und Fracht für CalMac zu entlasten. Sie wurde Ende 2009 an einen Eigentümer auf den Kapverden verkauft.
Ein weiteres ehemaliges CalMac-Schiff, die MV Claymore, befand sich zwischen Oktober 2002 und März 2009 in Besitz von Pentland Ferries. Nachdem ein weiterer Versuch, die Orkney-Invergordon Route in Betrieb zu nehmen, scheiterte, wurde das Schiff während der Wintersaison anstelle der MV Pentalina-B eingesetzt. Die MV Claymore wurde im März 2009 verkauft.
Zur Flotte gehören außerdem ein Lastkahn, der im Sommer zum Ausbaggern in Gills und im Winter als Erweiterung des Piers in St. Margaret’s Hope eingesetzt wird, ein ehemaliges Fischerboot zum Schleppen des Lastkahns und ein Schlepper/Arbeitsboot für allgemeine Aufgaben. Zusätzlich zu den üblichen Zugmaschinen und Schleppern zum Bewegen von Anhängern und anderen Frachtgeräten gibt es eine Reihe von Bau- und Erdbewegungsgeräten, die normalerweise von einem Fährunternehmen nicht benötigt werden.
Im Februar 2015 kaufte das Unternehmen ein weiteres CalMac-Schiff, die MV Saturn, als Frachtschiff. Das Schiff wurde in MV Orcadia umbenannt.
Im April 2017 wurde bei Strategic Marine ein Auftrag für eine neue 85-Meter-Katamaranfähre erteilt, die Finanzierung erfolgte durch die Bank of Scotland. Das Schiff wurde von Strategic Marine Vietnam (Vũng Tàu) gebaut. Das Schiff mit dem Namen MV Alfred sollte ursprünglich im Sommer 2018 in Dienst gestellt werden, kam aber erst am 9. Oktober 2019 in St Margaret’s Hope an und wurde am 1. November 2019 in Dienst gestellt. Das Schiff wurde von BMT Specialized Ship Design entworfen (ehemals BMT Nigel Gee) und gilt als eine der saubersten und umweltfreundlichsten Fähren ihrer Art mit über 60 % weniger Treibstoffverbrauch und CO2-Emissionen als vergleichbare Fähren, die die schottischen Inseln bedienen.

## Route

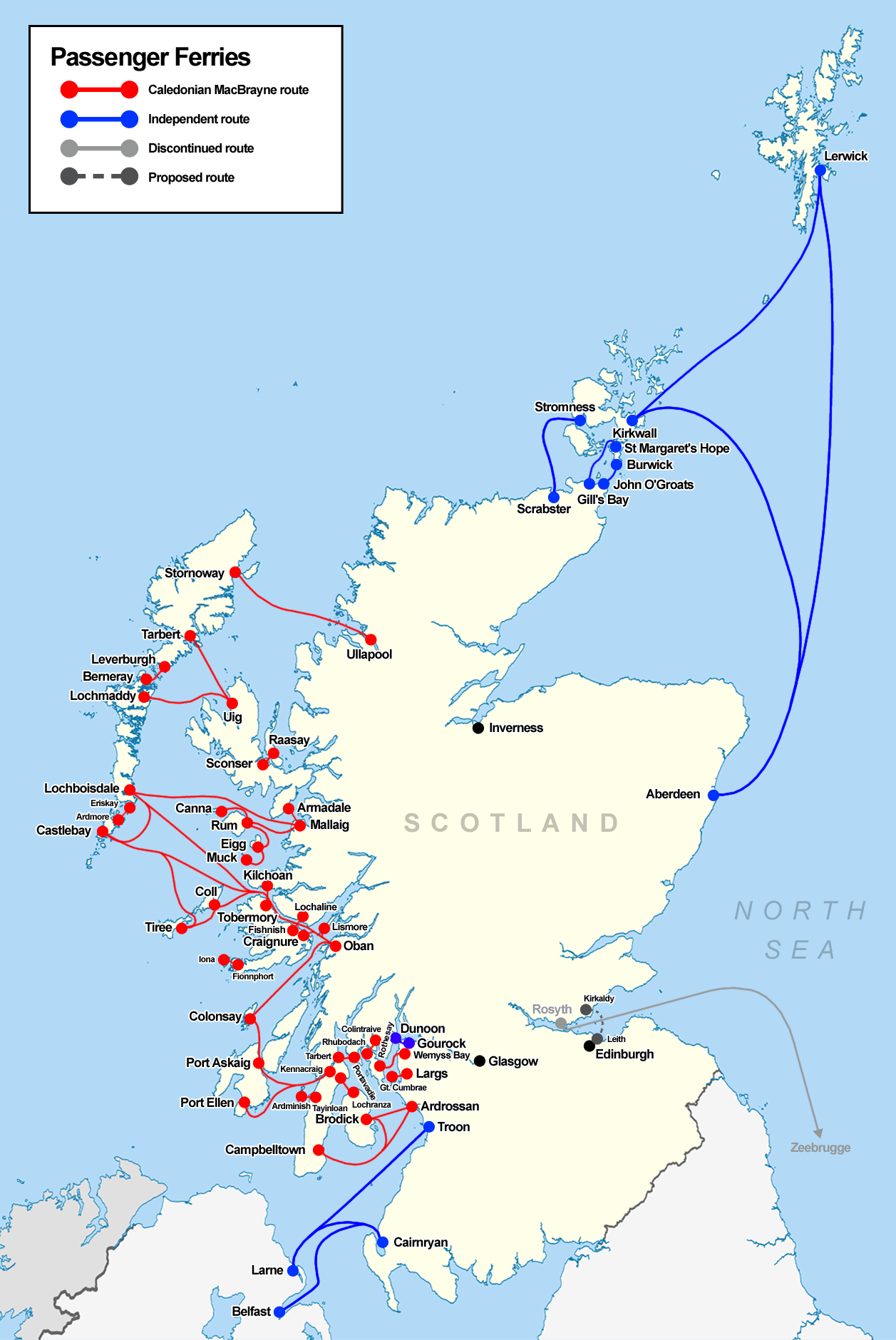
Fährverbindungen in Schottland (engl.)

Die Short Sea Crossing ist die schnellste Route mit dem Auto über den Pentland Firth und dauert weniger als eine Stunde. Aufgrund der kurzen Fahrzeit verfügen die Schiffe über eine Cafeteria für Mahlzeiten und Erfrischungen, jedoch keine Kabinenunterbringung.